# Trybuna Robotnicza (tygodnik)
Trybuna Robotnicza – lewicowy tygodnik wydawany w latach 2006–2009 w Katowicach przez WZZ „Sierpień 80".
Czasopismo powstało na bazie istniejącego do września 2006 miesięcznika „Nowy Robotnik”. Teksty pisali m.in. Dariusz Zalega, Bogusław Ziętek, Jarosław Urbański, Zbigniew Marcin Kowalewski, Jarosław Augustyniak. Wśród stałych działów znajdowały się: Ślonsko Trybuna (wkładka regionalna), Trybuna Weterana Ludowego Wojska Polskiego, Reklamówka z kamieniami, Wolność z pianką (opisująca historie mało znanych browarów) oraz kolumna śląskiego satyryka Mariana Makuli. Rysunki satyryczne zamieszczał Ryszard Twardoch, dawniej rysujący dla dziennika „Trybuna Robotnicza”, regionalnego organu PZPR z okresu PRL.